# Richard Best (Diplomat)
Sir Richard Radford Best KCVO CBE (* 28. Juli 1933 in Worthing, West Sussex; † 7. März 2014) war ein britischer Diplomat, der unter anderem zwischen 1989 und 1992 Botschafter in Island war.

## Leben

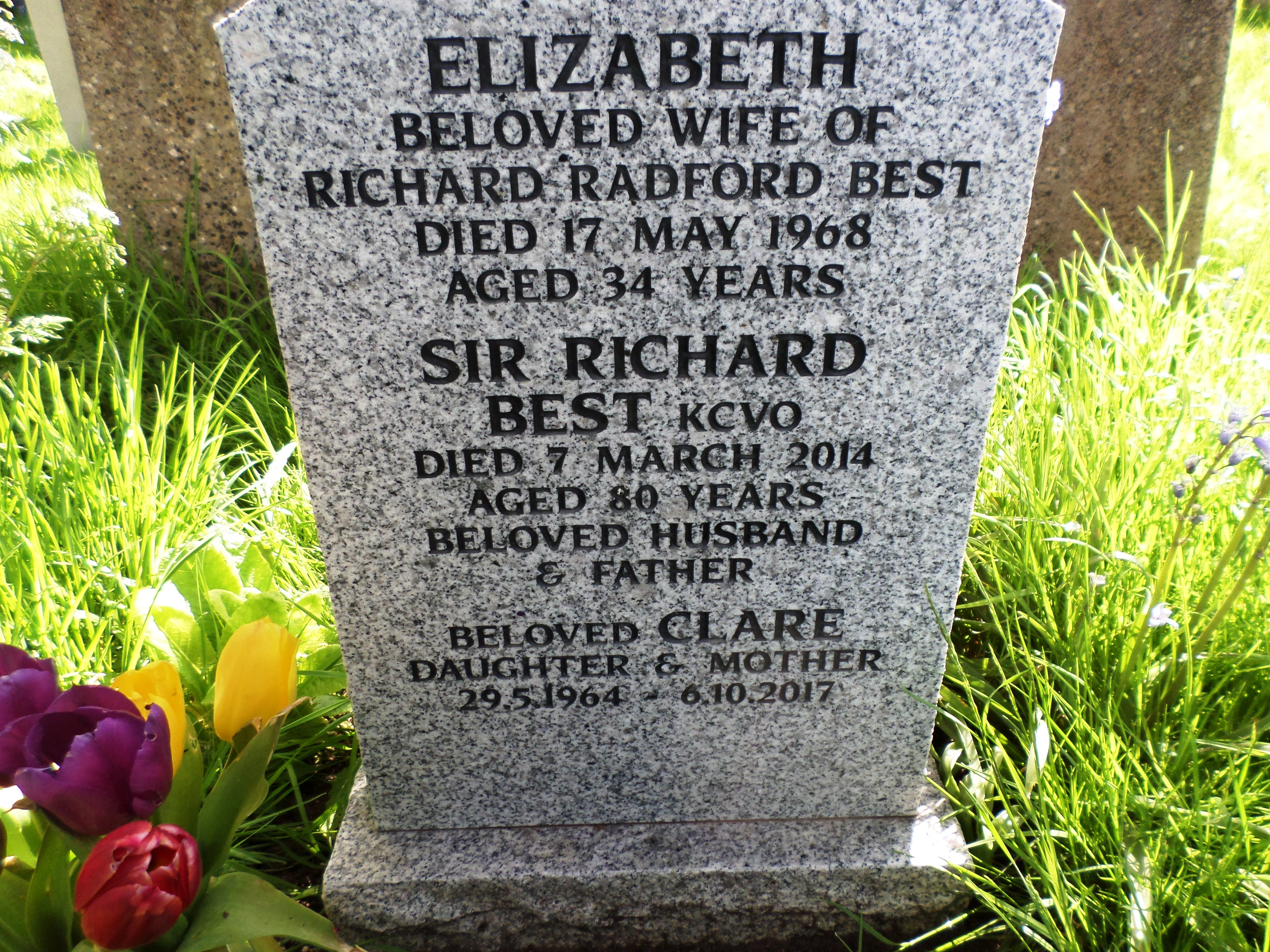
Grabstein Richard Radford Best in St. Mary the Virgin, East Preston, West Sussex, England

Best, Sohn von Charles Best und dessen Ehefrau Frances Raymond, absolvierte nach dem Besuch der Worthing High School ein Geschichtsstudium am University College London (UCL), das er mit einem Bachelor of Arts (B.A. History) abschloss. Nach Ableistung des Militärdienstes (National Service) trat er 1956 in den öffentlichen Dienst (Her Majesty’s Civil Service) ein und war zehn Jahre lang im Innenministerium (Home Office) tätig, zuletzt als Dozent für Staatsangehörigkeitsrecht für Beamte des konsularischen und diplomatischen Dienstes. 1966 wechselte er ins Ministerium für die Commonwealth-Beziehungen CRO (Commonwealth Relations Office) und war dort anfangs Hilfsreferent für Indien im Referat für wirtschaftliche Beziehungen mit Asien sowie anschließend in dem daraus hervorgegangenen Referat für Südasien.
1969 folgte Bests erste Auslandsverwendung, und zwar bis 1972 als Zweiter Sekretär und Referent für Öffentlichkeitsarbeit am Hochkommissariat in Sambia. Während dieser Zeit wurde er am 31. Dezember 1970 in den diplomatischen Dienst (Her Majesty’s Diplomatic Service) übernommen. Im Anschluss war er nach einem Wirtschaftslehrgang an der Abteilung für wirtschaftliche Entwicklung der University of Oxford, dem sogenannten Queen Elizabeth House, zwischen 1972 und 1976 als Erster Sekretär und Wirtschaftsreferent an der Botschaft in Schweden tätig. Danach folgte eine Verwendung von 1976 bis 1979 im Außenministerium als Mitarbeiter im Referat für Personaleinsätze, in dem er zunächst Referent für Inlandseinsätze und danach Referent für die Personal- und Laufbahnentwicklung für Nachwuchskräfte war. Am 11. Juni 1977 wurde er für seine dortigen Verdienste Mitglied des Order of the British Empire (MBE). Anschließend war er zwischen 1979 und 1982 Erster Sekretär und Wirtschaftsreferent am Hochkommissariat in Indien, ehe er von 1982 bis 1983 kommissarischer Stellvertretender Hochkommissar in Kalkutta war.
Nachdem Best 1983 abermals nach Großbritannien zurückgekehrt war, fungierte er zwischen 1983 und 1984 als stellvertretender Leiter des Referats für Personaleinsätze und daraufhin von 1984 bis 1989 als stellvertretender Hochkommissar (Deputy High Commissioner) in Kaduna in Nigeria. Zum 1. Januar 1989 wurde er zudem Commander des Order of the British Empire (CBE). Zuletzt wurde er 1989 Nachfolger von Mark Chapman als Botschafter in Island und bekleidete diesen Posten bis zu seinem Eintritt in den Ruhestand 1992. Während dieser Zeit kam es zum Staatsbesuch von Königin Elisabeth II. Am 26. Juni 1990 wurde er zum Knight Commander des Royal Victorian Order (KCVO) geschlagen, so dass er fortan den Namenszusatz „Sir“ führte. Nachfolger als Botschafter in Island wurde Patrick Wogan.